# KM-1

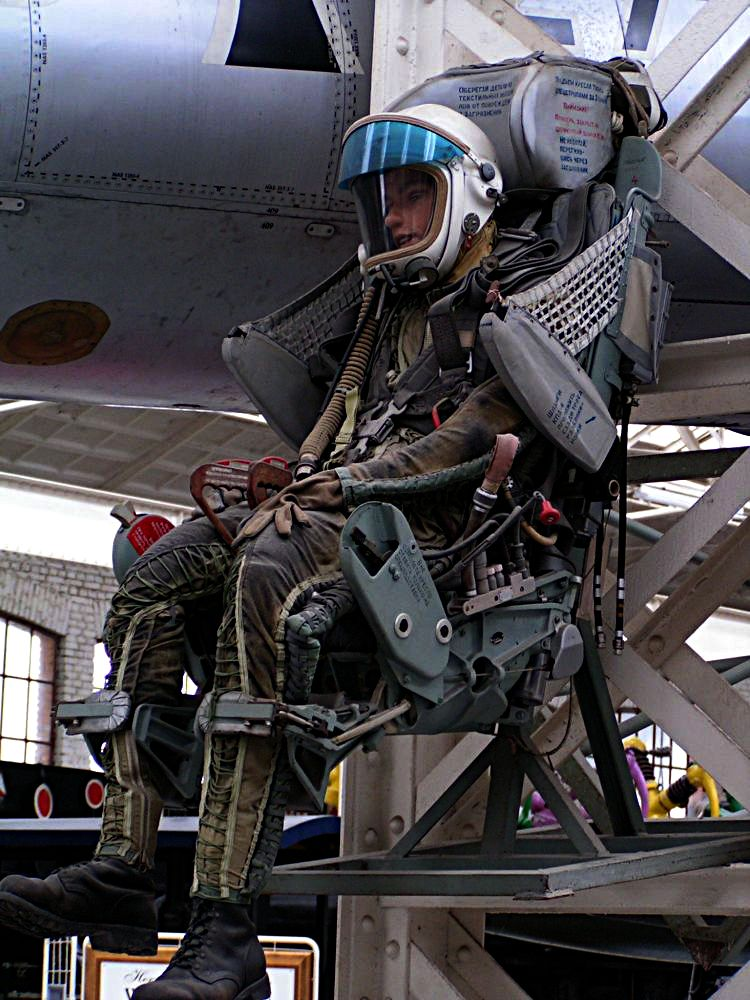
Schleudersitz KM-1

Der KM-1 ist ein sowjetischer Schleudersitz, der im OKB Mikojan-Gurewitsch unter der Projektbezeichnung SK-3 (russisch Система катапультирования, „Sistema katapultirowania“) entwickelt wurde. KM-1 steht für Кресло Микояна (Kreslo Mikojana), „Mikojans Sitz“. Er wurde ab 1965 sowohl bei der MiG-21 (ab Version PF), der MiG-23 als auch bei der MiG-25 und MiG-27 serienmäßig verwendet.
Alle Abläufe des Schleudersitzes arbeiten automatisch. Nach dem Auslösen des Rettungsvorgangs wird das Kabinendach abgesprengt. Gleichzeitig wird ein Gurtstraffer ausgelöst und die Armschützer betätigt. Dann wird der Ausstoßzylinder angesteuert und ein Ablaufrechner gestartet, der die weiteren Maßnahmen autonom einleitet. Nach etwa 2,5 cm Weg werden alle Verbindungen zum Flugzeug getrennt. Nach etwa 10 cm wird der erste Stabilisierungsschirm ausgelöst. Nach 40 cm werden die Beine an den Sitz gezogen und der Raketenmotor nach 80 cm gezündet.
Bei Geschwindigkeiten unter 280 KIAS wird der erste Stabilisierungsschirm sofort abgeworfen und der zweite Stabilisierungsschirm ausgeworfen. Die Armschützer klappen zurück und der Sitz trennt sich vom Piloten, wenn die Höhe kleiner 3050 m ist. Bei höheren Geschwindigkeiten und Flughöhen geschieht der Vorgang entsprechend verzögert.
Der KM-1 verfügt über ein Not-Sauerstoffsystem und ein Überlebenspaket in der Sitzschale.
Die Version KM-1M verfügt über einen besseren Armschutz. Nachfolgemuster des KM-1 wurde in den 1980er-Jahren der K-36.

## Sonstiges
Im August 1981 katapultierte sich der sowjetische Testpilot Alexander Konowalow bei etwa Mach 2,6 in 18.000 m Höhe aus einer MiG-25R mit einem Schleudersitz KM-1M und überlebte.

## Betätigungsgrenzen
- Mindestgeschwindigkeit am Boden: 70 KIAS
- Maximalgeschwindigkeit am Boden: 275 KIAS
- Mindesthöhe von 275 bis 635 KIAS: 31 m
- Mindesthöhe von 635 bis 665 KIAS: 915 m
- Mindesthöhe im Sinkflug: 55 m